# جيمس كلارك روس
السير جيمس كلارك روس (بالإنجليزية: James Clark Ross)‏ (15 نيسان / أبريل 1800 – 3 نيسان / أبريل 1862) هو ضابط في البحرية البريطانية ومستكشف قام برحلة استكشافية إلى القطب الشمالي مع عمه السير جون روس والسير وليام باري لاستكشاف القارة القطبية الجنوبية.

## مستكشف القطب الشمالى
ولد روس في لندن، ابن أخ السيد جون روس، التحق بالبحرية في عام 1812, راف السير جون الأول في رحلتة إلى القطب الشمالي بحثا عن الممر الشمالي الغربي في 1818. بين 1819 1827 شارك روس في أربع بعثات لاستكشاف القطب تحت قيادة السير وليام باري، وفي عام 1829 إلى عام 1833 خدم مرة أخرى تحت قيادة عمه السير جون الثانية خلال رحلة إلى القطب الشمالي. مر خلال الرحلة بالقطب الشمالى المغناطيسى في 1 حزيران / يونيو 1831 مر خلال الرحلة أيضا على عدة جزر قبالة كندا 
في عام 1834 ، تمت ترقيته إلى نقيب. في كانون الأول / ديسمبر 1835 ، قام بتقديم خدمات امداد وتموين ل11 سفينة صيد الحيتان جمحت في خليج بافن. .

## أستكشاف القطب الجنوبي
بين 1839 و 1843 قاد روس رحلة استكشافية إلى انتارنتيكا، رسمت الكثير من ساحل القارة. انتخب عضو بالجمعية الملكية في عام 1844 وسمت في عام 1848.

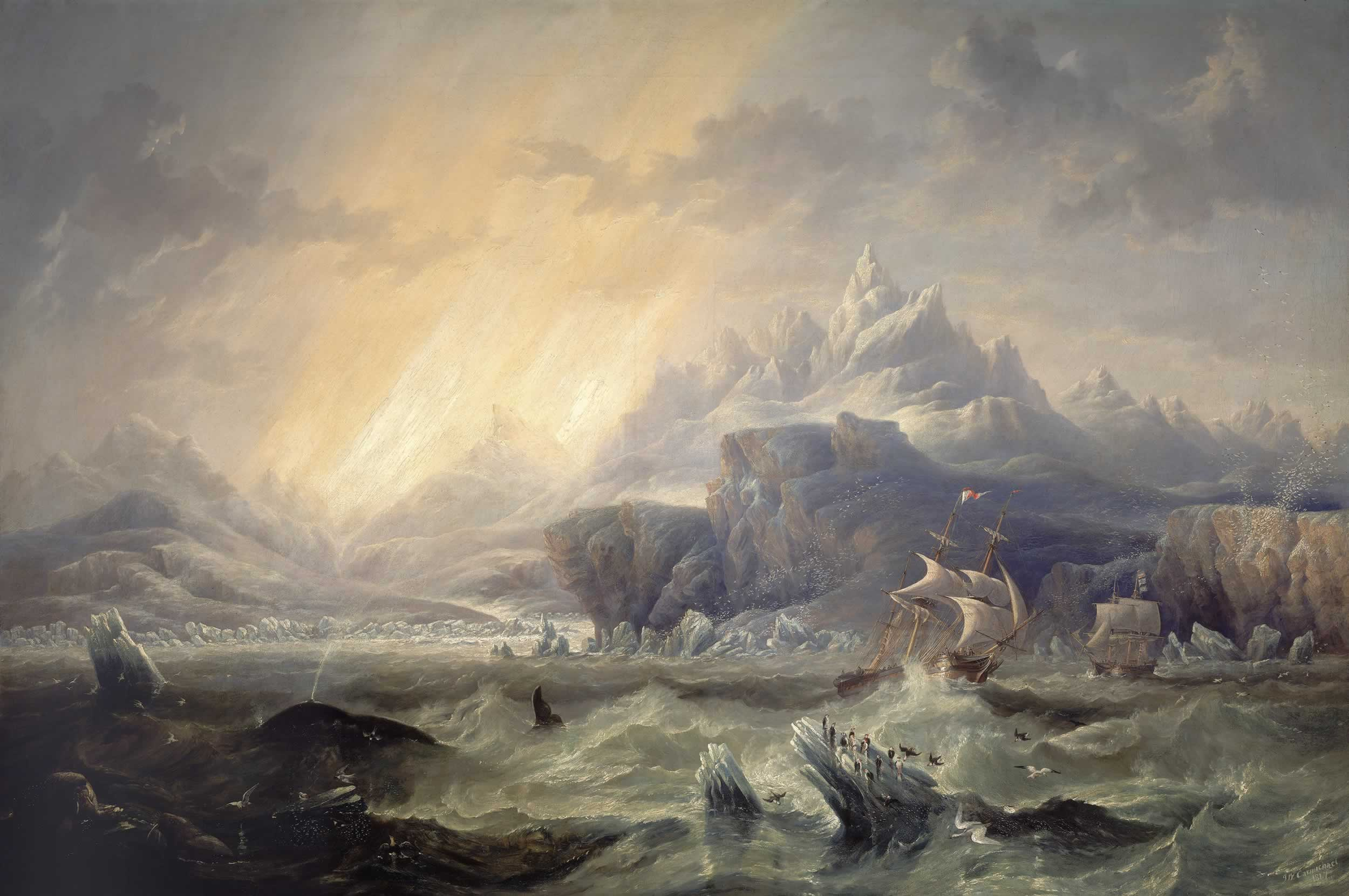
The Ross expedition in the Antarctic, by John Wilson Carmichael, 1847

## البحث عن الرحلة الاستكشافية فرنكلين المفقودة
في عام 1848 ،أرسل روس على واحدة من ثلاث رحلات للعثور على السير جون فرانكلين ولكنة لم يستطع العثور على الرحلة المفقودة بسبب كثافة الجليد في خليج بافن  لذا اعتقد ان الجليد قد حاصرسفينة فرانكلين وفقد. 

## حياتة الشخصية
Annكان متزوجا من السيدة آن روس. توفي في ايليسبري  في عام 1862 ، بعد خمس سنوات من زوجته.
عاش في منزل ريفي قديم عرف فيما بعد بدير استون ابتس.

## تكريمه
- اكتشف ووصف فقمة روس اثناء رحلاته لذا سميت على اسمه .[19]
- سمى على اسمه خليج روس في نيوزليندا .[20]
- سميت سفينة استكشافية بريطانية أيضا على اسمه.[21]
- نورس روس أحد أنواع النوارس الذي يولد في القطب الشمالي من شمال أمريكا الشمالية وشمال شرق سيبيريا أطلق عليه اسمه. [22]
- جزيرة روس وقمة روس الجليدية وبحر روس في قارة إنتاركتيكا اطلقت تلك الأسماء بعد وفاته. [23]

## روابط خارجية
- جيمس كلارك روس على موقع الموسوعة البريطانية (الإنجليزية)